# Groland le gros métrage
Pour plus de détails, voir Fiche technique et Distribution.
Groland le gros métrage ou simplement Le Gros métrage, est un téléfilm de Jules-Édouard Moustic et Benoît Delépine diffusé pour la première fois le 19 décembre 2015 sur Canal+,.

## Synopsis
Groland le gros métrage raconte l'histoire de Noël et Guy, tous deux chômeurs à Frincheux à Groland, qui pour trouver des fonds pour financer leur invention, sont amenés à aller à Paris en France...

## Distribution
- François Neycken : Noël
- Gérald Touillon : Guy
- Jules-Édouard Moustic : le rédacteur en chef
- Francis Kuntz : le banquier de la BDP
- Benoît Delépine : Charles Malard
- Camille Bardery : Sylvaine, l'assistante à la BDP
- Christophe Salengro : le président grolandais
- Gustave Kervern : l'inventeur
- David Salles : l'inspecteur en écologie

## Autour du film
Le téléfilm a été tourné en particulier à Orthez.
La petite voiture orange de Noël et Guy est l'un des premiers modèles des années 1990 de la Suzuki Wagon R+.
La chanson japonaise que chantent souvent Noël et Guy est Aeba Suki Suki par les Margaret & Bunnys (1968).